# I. e. 160-as évek
Évszázadok: i. e. 3. század – i. e. 2. század – i. e. 1. század
Évtizedek: i. e. 210-es évek – i. e. 200-as évek – i. e. 190-es évek – i. e. 180-as évek – i. e. 170-es évek – i. e. 160-as évek – i. e. 150-es évek – i. e. 140-es évek – i. e. 130-as évek – i. e. 120-as évek – i. e. 110-es évek
Évek: i. e. 169 – i. e. 168 – i. e. 167 – i. e. 166 – i. e. 165 – i. e. 164 – i. e. 163 – i. e. 162 – i. e. 161 – i. e. 160

## Események
- Római consulok: M. Valerius Messala és C. Fannius Strabo

- A lex Fannia cibaria korlátozza a lakomák maximális költségét (vö. leges sumptuariae).

- Görög filozófusok és tanárok kiutasítása Rómából.
- Római consulok: P. Scipio Nasica (Corculum) és C. Marius Figulus; suffectus: P. Cornelius Lentulus és Cn. Domitius Ahenobarbus
  - Római consulok: Q. Marcius Philippus II. és Cn. Servilius Caepio
  - A lex Voconia elfogadása, a női örökösödés szabályozása.
    - Római consulok: L. Aemilius Paulus II. és C. Licinius Crassus
    - Június 22. – Püdnai csata – Lucius Aemilius Paullus Macedonicus legyőzi és elfogja Perszeusz makedón királyt és ezzel véget ér a harmadik makedón háború
    - A római seregek elfoglalják Szkodrát (ma Shkodra, Albánia), ezzel lezárul Illíria délnyugati vidékeinek a Római Birodalomhoz csatolása.
    - Déloszt a rómaiak szabad kikötővé nyilvánítják.
      - Római consulok: Q. Aelius Paetus és M. Iunius Pennus
      - A római seregek kifosztják Epiruszt, Makedóniát négy, Illíriát két protektorátusra osztják.
      - Rodosz elveszíti az apameiai békében megkapott Káriát, valamint Lükiát, de Idősebb Cato közbenjárására a Római Birodalom szövetségese marad.
      - A római polgárok közvetlen adóztatásának (tributum) eltörlése.
      - Polübiosz görög történetíró Rómába érkezik.